# Курицын, Всеволод Михайлович
Все́волод Миха́йлович Ку́рицын (5 июля 1925, Воронеж — 1 июня 2010) — советский и российский юрист, специалист по истории государства и права; доктор юридических наук (1972); профессор и начальник кафедры государственно-правовых дисциплин в Московской высшей школе милиции МВД СССР (1975); заведующий сектором истории государства и права ИГП АН СССР. Заслуженный деятель науки РСФСР (1989) и заслуженный работник МВД СССР; полковник милиции.

## Биография

### Ранние годы. Война
Всеволод Курицын родился в городе Воронеж 5 июля 1925 года; стал участником Великой Отечественной войны: в 1943 году, в 17-летнем возрасте, являлся командиром отделения артиллерийской разведки второго дивизиона 293-го армейского минометного полка, относившегося к 69-й и 80-й гвардейским армиям 1-го Белорусского фронта. В конце войны был тяжело ранен; за военные заслуги получил ряд наград, включая орден Славы III степени и ордена Отечественной войны (I и II степени).
После войны, в 1949 году, Курицын практически одновременно получил два высших образования: окончил Саратовский юридический институт и исторический факультет Саратовского государственного университета (заочно). Поступил в аспирантуру, существовавшую при Институте права АН СССР; после обучения в аспирантуре, в апреле 1954 года, защитил в ИГП кандидатскую диссертацию по теме «Развитие федеративных связей между Украинской ССР и РСФСР в 1917—1922 гг.» — стал кандидатом юридических наук.

### Профессиональная деятельность
В 1953 году начал научно-педагогическую деятельность: стал преподавателем в Высшей школе МВД СССР; в 1960 году получил приглашение перейти на работу в ИГП. Здесь он участвовал в написании крупных обобщающих трудов по истории российского и советского государства и права: в результате работы с другими советскими специалистами в научный оборот был введен целый ряд неизвестных ранее архивных документов, осветивших малоисследованные области истории советского государства[уточнить]. В период с 1960 по 1975 год состоял заведующим сектором истории государства и права и истории политических и правовых учений ИГП. В октябре 1972 года Курицын успешно защитил в ИГП диссертацию по теме «Переход к НЭПу и революционная законность», став доктором юридических наук. Его диссертация была опубликована в виде монографии в издательстве АН СССР и через пять лет, в 1977, ему было присвоено ученое звание профессора.
В 1975 году Курицын начал работать в Московской высшей школе милиции МВД СССР (позднее была преобразована в Московский юридический институт МВД России; сегодня — Московский университет МВД России имени В. Я. Кикотя). Он принял участие в создании нового вуза, где получил должность начальника кафедры государственно-правовых дисциплин, которую занимал свыше 15 лет. В 1989 году ему было присвоено почетное звание «Заслуженный деятель науки РСФСР». Читал лекции по истории государства и права в целом ряде ВУЗов, включая Московский государственный университет имени М. В. Ломоносова, Высшую школу КГБ СССР (позднее — Академия ФСБ России), Санкт-Петербургский университет МВД России, Московский государственный институт международных отношений (МГИМО) МИД СССР, Московский институт экономики, политики и права, а также — Московский международный университет.
Курицын также преподавал и за пределами СССР: читал отдельные лекции и курсы в Карловом университете в Праге, в Университет имени Я. Коменского в Братиславе, в Университете имени Этвёша в Будапеште; выезжал в США, где выступал с публичной лекцией перед американскими советологами в Университете Дьюка (Дарем, штат Северная Каролина). Являлся участником в ряде научно-практических конференций, включая Международном конгрессе историков, проходивший в городе Роза-Марино (Италия) в 1974 году; представлял СССР на XIV Международном конгрессе историков США, проходившем в Сан-Франциско в августе 1975 года. В период распада Советского Союза участвовал в конференции под названием «Извилистые пути Перестройки», проходившей в Вашингтоне в октябре 1990 года, а также — в конференции «Пути перестройки», состоявшейся в Афинах в октябре следующего года.
Заслуженный работник МВД РФ Курицын входил в состав экспертного совета ВАК СССР (ВАК России) по юридическим наукам; являлся членом ученых советов ряда вузов, включая Московский университет МВД, ИГП, Высшую школу КГБ СССР и Академию управления МВД. В 1997 году стал действительным членом РАЕН. Скончался 1 июня 2010 года.

## Основные работы
Всеволод Курицын являлся автором и соавтором более двух сотен научных работ, включая два десятка учебников и монографий; являлся научным руководителем в более чем трёх десятках кандидатских диссертаций; специализировался как на истории государства и права СССР и России, так и на общих вопросах истории права:
- «История государства и права России. 1929—1940» (М., 1998);
- «История государства и права России» (М., 2001) (в соавт.).
- Концепция истории государства и права : науч. издание. — М. : ЮНИТИ-ДАНА, 2014. — 720 с. ISBN 978-5-238-01408-1.
- Советская союзная Конституция 1924 г.: разработка и основные принципы // Советское государство и право. — М., 1975. — № 1 (январь). — С. 96—104.